# 遼造十四式77野砲
遼造十四式77野砲為中國瀋陽兵工廠於1925年由奧地利百禄兵工厂（Böhler）授權的8cm FK M 18野戰砲。根據現有諸元資料，奧國原版少量服役版本為83.5mm口徑，初使測試版為76.5mm口徑，據稱授權生產達300門。前東北軍改編的獨立砲第八旅即配備此砲。

## 基本資料
- 口徑:76.5毫米
- 炮管長:2.320米
- 炮閂型式:水平滑楔式
- 炮架樣式:雙木輪單腳
- 制退復進形式:液體彈簧式
- 方向射界:7度
- 高低射界:-8度至+45度
- 炮彈初速:528.5米/秒（新榴彈）
- 最大射程:11公里（新榴彈）

以騾馬挽曳。